# Blumea confertiflora
Blumea confertiflora là một loài thực vật có hoa trong họ Cúc. Loài này được Merr. mô tả khoa học đầu tiên năm 1910.